# Imre Tóth
Imre "Imi" Tóth (Budapest, 6 de septiembre de 1985) es un piloto de motociclismo húngaro que compitió durante ocho años en el Campeonato del Mundo de Motociclismo en 125 y 250cc como piloto privado. También compitió en el Campeonato del Mundo de Superbikes con una Yamaha YZF-R1 y en el Campeonato del Mundo de Superbikes.

## Biografía
Tóth comenzó su carrera deportiva en 1989 en competiciones de motos eléctricas. Al año siguiente, continuó con una bicicleta LEM automática de 50 cc, con la que ganó su primera carrera en 1991. Se convirtió en campeón de Hungría en 1992 y 1993 con una Honda QR en la categoría automática de 50 cc. Ya en 1994, pudo debutar para ganar el campeonato ya en la categoría habitual de 50 cc.
El siguiente paso fue una moto de 80cc de la marca Casal y ya, con diez años y medio, compitió con una Honda de 125cc, con permiso especial, en la República Checa y Croacia. En Hungría no se le permitió comenzar debido a que era menor de edad. A los 12 años, Toth se convirtió en el campeón más joven del campeonato de Eslovaquia y, en 1997, terminó segundo en el torneo Alpok-Adria. De hecho, Toth no podía participar, ya que la regulación italiana solo permitía la participación a los corredores a partir de los catorce años, pero el director de la carrera le permitió competir, después de verificar sus resultados de entrenamiento. Terminando en el séptimo lugar, recibió un premio especial por ser el piloto más joven de Italia.
Después de recibir el permiso para correr en Hungría a los 12 años, Tóth se convirtió en el campeón húngaro e internacional más joven en la historia del motociclismo al ganar el Campeonato de Hungría. Finalmente, cuando cumplió 14 años, recibió el permiso para competir en carreras europeas de la Unión Europea de Motocicletas.

### Participación en el Mundial
Hizo su debut en 125 cc del Mundial en 2002 con Honda, en el equipo Semprucci Angaia Racing, con Noboru Ueda como compañero de equipo. En esta temporada no obtiene puntos, igual que en 2003. En 2004 opta por una Aprilia, pero permanece en el mismo equipo, con Vesa Kallio como compañero de equipo. Termina la temporada en el puesto 29. En 2005 permanece en el mismo equipo que pasa a tener el nombre de Road Racing Team Hungary, con su compañero Vincent Braillard y termina la temporada en el puesto 28. En 2006 forma su equipo con su propio nombre, sin obtener puntos. En 2007 da el salto a 250cc con el Equipo Tóth Aprilia, con Héctor Barberá como compañero de equipo, terminando la temporada en el puesto 28.°. En 2008 sigue en el equipo, acabando la temporada en 20.ª posición. En 2009 compite en la que es la última temporada en el Mundial con un equipo que es propiedad de su padre con su compañero de equipo Mattia Pasini, alcanzando el 22.º lugar.
En 2010 da el salto al Campeonato Mundial de Supersport participando como piloto invitado con una Honda CBR600RR siempre en el Team Toth. Solo suma dos puntos gracias al 14.º lugar conseguido en el Gran Premio de Alemania, finalizando en el 37.º en la clasificación general. Sigue en Supersport en 2011 siempre con una Honda del Team Hungary Toth. Su compañero de equipo era Balázs Németh, acabando la temporada en el 19.º lugar con 13 puntos. Permanece en el mismo equipo y con la misma moto en 2012 y 2013.
En 2014, da el salto al Campeonato Mundial de Superbikes, con una BMW S1000 RR del BMW Team Toth. Logró sumar puntos en dos ocasiones por un total de 5 puntos, lo que le valió el vigésimo octavo lugar en la clasificación mundial. En 2015, monta la misma moto para el mismo equipo. Logró sumar puntos en las dos carreras en Imola y en la última ronda del campeonato mundial en Losail, obteniendo un total de 7 puntos que le otorgaron la trigésima posición absoluta en el campeonato mundial, justo detrás de su compañero y compatriota Gábor Rizmayer. En 2016, permanece en el mismo equipo pero cambia su motocicleta. De hecho, utiliza el nuevo Yamaha YZF-R1. Esta temporada Toth se ve obligado a perderse varios Grandes Premios debido a lesiones. Su puesto en el equipo lo ocupa el polaco Paweł Szkopek. Cierra la temporada sin obtener puntos válidos para el ranking mundial.

## Resultados

### Campeonato del Mundo de Motociclismo
Sistema de puntuación de 1993 hasta 2022:
| Posición | 1.º | 2.º | 3.º | 4.º | 5.º | 6.º | 7.º | 8.º | 9.º | 10.º | 11.º | 12.º | 13.º | 14.º | 15.º |
| Puntos   | 25  | 20  | 16  | 13  | 11  | 10  | 9   | 8   | 7   | 6    | 5    | 4    | 3    | 2    | 1    |

#### Carreras por año
| Año  | Cat.  | Moto    | 1       | 2       | 3       | 4      | 5       | 6       | 7       | 8       | 9       | 10      | 11      | 12      | 13      | 14      | 15      | 16     | 17     | Pos. | Pts. |
| ---- | ----- | ------- | ------- | ------- | ------- | ------ | ------- | ------- | ------- | ------- | ------- | ------- | ------- | ------- | ------- | ------- | ------- | ------ | ------ | ---- | ---- |
| 2002 | 125cc | Honda   | JPN 18  | RSA 23  | SPA 27  | FRA 22 | ITA 21  | CAT 23  | NED 27  | GBR 20  | GER 25  | CZE 26  | POR Ret | BRA 28  | PAC 23  | MAL 22  | AUS 23  | VAL 25 |        | NC   | 0    |
| 2003 | 125cc | Honda   | JPN 24  | RSA Ret | SPA 26  | FRA 23 | ITA 27  | CAT 20  | NED 23  | GBR 17  | GER Ret | CZE 23  | POR Ret | BRA Ret | PAC 26  | MAL 24  | AUS Ret | VAL 22 |        | NC   | 0    |
| 2004 | 125cc | Aprilia | RSA 22  | SPA 26  | FRA 21  | ITA 16 | CAT 19  | NED 10  | BRA 18  | GER Ret | GBR 19  | CZE Ret | POR Ret | JPN Ret | QAT 25  | MAL 18  | AUS 21  | VAL 21 |        | 29th | 6    |
| 2005 | 125cc | Aprilia | SPA 16  | POR 22  | CHN 30  | FRA 9  | ITA 25  | CAT Ret | NED 25  | GBR 26  | GER 20  | CZE 18  | JPN 21  | MAL 22  | QAT 29  | AUS Ret | TUR 24  | VAL 21 |        | 27th | 7    |
| 2006 | 125cc | Aprilia | SPA 26  | QAT Ret | TUR 29  | CHN 32 | FRA 20  | ITA 25  | CAT 27  | NED 29  | GBR Ret | GER 27  | CZE 20  | MAL 23  | AUS Ret | JPN 25  | POR 18  | VAL 33 |        | NC   | 0    |
| 2007 | 250cc | Aprilia | QAT 19  | SPA 18  | TUR Ret | CHN 18 | FRA Ret | ITA 22  | CAT 22  | GBR 15  | NED 22  | GER Ret | CZE 19  | RSM 17  | POR 15  | JPN 18  | AUS Ret | MAL 21 | VAL 23 | 28th | 2    |
| 2008 | 250cc | Aprilia | QAT Ret | SPA 15  | POR 18  | CHN 16 | FRA 18  | ITA 15  | CAT Ret | GBR Ret | NED 20  | GER 17  | CZE -   | RSM Ret | IND C   | JPN 22  | AUS 13  | MAL 15 | VAL 13 | 20th | 9    |
| 2009 | 250cc | Aprilia | QAT 17  | JPN 13  | SPA 16  | FRA 9  | ITA 15  | CAT Ret | NED 15  | GER 18  | GBR 17  | CZE 17  | IND 17  | RSM 18  | POR 18  | AUS 18  | MAL Ret | VAL 19 |        | 22nd | 12   |

| Color     | Resultado                                                               |
| --------- | ----------------------------------------------------------------------- |
| Oro       | Ganador                                                                 |
| Plata     | 2.ª plaza                                                               |
| Bronce    | 3.ª plaza                                                               |
| Verde     | Finalizó en los puntos                                                  |
| Azul      | Finalizó sin puntos                                                     |
| Azul      | NC - No clasificado                                                     |
| Violeta   | Ret - No terminó (Carrera)                                              |
| Rojo      | DNQ - No se clasificó                                                   |
| Negro     | DSQ - Descalificado                                                     |
| Blanco    | DNS - No empezó (carrera)                                               |
| Blanco    | WD - Retirado (fin de semana)                                           |
| Blanco    | C - Carrera cancelada                                                   |
| Sin color | DNP - Inscrito pero no participó                                        |
| Sin color | INJ - Lesionado                                                         |
| Sin color | EX - Excluido                                                           |
| Estado    | Resultado                                                               |
| Negrita   | Pole position                                                           |
| Cursiva   | Vuelta rápida                                                           |
| †         | Abandona, pero clasifica al completar el porcentaje requerido para ello |

### Campeonato Mundial de Supersport

#### Carreras por año
| Year | Make  | 1      | 2       | 3      | 4       | 5       | 6      | 7       | 8      | 9      | 10     | 11     | 12      | 13      | Francisco Arredondo | Pts. |
| ---- | ----- | ------ | ------- | ------ | ------- | ------- | ------ | ------- | ------ | ------ | ------ | ------ | ------- | ------- | ------------------- | ---- |
| 2010 | Honda | AUS    | POR     | SPA    | NED 16  | ITA 16  | RSA    | USA     | SMR 19 | CZE 19 | GBR 23 | GER 14 | ITA Ret | FRA Ret | 2                   | 37.º |
| 2011 | Honda | AUS 15 | EUR 16  | NED 11 | ITA Ret | SMR 20  | SPA 15 | CZE 13  | GBR 17 | GER 14 | ITA 15 | FRA 20 | POR Ret |         | 13                  | 19.º |
| 2012 | Honda | AUS 18 | ITA Ret | NED 16 | ITA 4   | EUR Ret | SMR 13 | SPA Ret | CZE 19 | GBR 17 | RUS 24 | GER 20 | POR 20  | FRA 13  | 19                  | 20.º |
| 2013 | Honda | AUS 22 | SPA Ret | NED    | ITA 23  | GBR 26  | POR 23 | ITA 17  | RUS C  | GBR 21 | GER 25 | TUR 23 | FRA 21  | SPA 24  | 0                   | -    |

### Campeonato Mundial de Superbikes

#### Carreras por año
| Year | Make   | 1      | 1      | 2      | 2      | 3      | 3      | 4       | 4       | 5      | 5      | 6      | 6      | 7       | 7       | 8      | 8      | 9      | 9      | 10     | 10      | 11      | 11     | 12     | 12     | 13     | 13     | Pos. | Pts. |
| Year | Make   | R1     | R2     | R1     | R2     | R1     | R2     | R1      | R2      | R1     | R2     | R1     | R2     | R1      | R2      | R1     | R2     | R1     | R2     | R1     | R2      | R1      | R2     | R1     | R2     | R1     | R2     | Pos. | Pts. |
| ---- | ------ | ------ | ------ | ------ | ------ | ------ | ------ | ------- | ------- | ------ | ------ | ------ | ------ | ------- | ------- | ------ | ------ | ------ | ------ | ------ | ------- | ------- | ------ | ------ | ------ | ------ | ------ | ---- | ---- |
| 2014 | BMW    | AUS 16 | AUS 19 | SPA 18 | SPA 17 | NED 20 | NED 16 | ITA 20  | ITA 19  | GBR 18 | GBR 20 | MAL 14 | MAL 18 | SMR DNS | SMR DNS | POR    | POR    | USA    | USA    | SPA 18 | SPA Ret | FRA 20  | FRA 13 | QAT 18 | QAT 17 |        |        | 5    | 28.º |
| 2015 | BMW    | AUS 20 | AUS 17 | THA 18 | THA 18 | SPA 18 | SPA 20 | NED Ret | NED Ret | ITA 15 | ITA 12 | GBR 19 | GBR 17 | POR 20  | POR 19  | SMR 22 | SMR 22 | USA 16 | USA 17 | MAL 19 | MAL 20  | SPA 20  | SPA 20 | FRA 20 | FRA 21 | QAT 17 | QAT 14 | 7    | 30.º |
| 2016 | Yamaha | AUS 19 | AUS 19 | THA 22 | THA 21 | SPA 20 | SPA 22 | NED     | NED     | ITA    | ITA    | MAL 19 | MAL 21 | GBR 18  | GBR Ret | ITA    | ITA    | USA    | USA    | GER    | GER     | FRA Ret | FRA 21 | SPA    | SPA    | QAT    | QAT    | 0    | -    |